# Sarmiza Bilcescu
Sarmiza vagy Sarmisa Bilcescu (később Bilcescu-Alimănişteanu; 1867. április 27. – 1935. augusztus 26.) román jogász. Ő az első nő Európában, aki elvégezhette a jogász szakot, és megszerezte az erre a szakra épülő PhD fokozatot a Párizsi Egyetemen. Ő az első nő, aki Romániában jogi pályán elhelyezkedett. Férje Constantin Alimănişteanu mérnök volt.

## Életrajza
Egy Ion Brătianuhoz közel álló családban született. Sarmiza feminista édesanyjával ment el Franciaországba.
1884-es jelentkezését követően nem sokra értékelték Bilcescut – Edmond Louis Armand Colmet De Santerre, a polgárjog professzorának a szavaival élve: „Mikor Miss Bilcescut felvettük, attól tartottunk, hogy majd nekünk kell őrködnünk az amfiteátrumban.” Többek között azért is szólt, mert a portás – a bejárat fölött elhelyezett Liberté, Égalité, Fraternité mottónak is ellentmondva – nem akarta beengedni az egyetem aulájába.
A működéshez szükséges engedélyeket 1887-ben szerezte meg. 1890-ben, mikor Franciaországban a női hallgatók 71%-a külföldi származású volt, Bilcescu első európai nőként megszerezte a jogtudományok területén a PhD fokozatot. Doktori dolgozatának címe De la condition légale de la mère ('Az anyák jogi megítéléséről').
Miután 1891-ben Constantin Dissescu kiállt mellette, felvételt nyert az akkor Bukarestet is magába foglaló Ilfov megye Take Ionescu politikus és ügyvéd vezette ügyvédi kamarájába. Ezt a lépést a belga Louis Franck liberális politikus is üdvözölte, és jelentős újításnak tartotta.